# Brit Award para Contribuição Excepcional para a Música
O Brit Award para Contribuição Excepcional para a Música (no original em inglês: Brit Award for Outstanding Contribution to Music) é um prêmio honorário pelo conjunto da obra concedido pela British Phonographic Industry (BPI), uma organização que representa gravadoras e artistas no Reino Unido. O prêmio é apresentado no Brit Awards, uma celebração anual da música britânica e internacional. Os homenageados são determinados pela academia de votação do Brit Awards com mais de mil membros, que incluem gravadoras, editoras, gerentes, agentes, mídia e vencedores e indicados anteriores.

## História
O prêmio foi apresentado pela primeira vez em 1977 e posteriormente foi concedido anualmente de 1982 a 2010. Desde então, o prêmio tem sido apresentado intermitentemente como BRIT's Icon Award, com o nome original sendo restabelecido na cerimônia do Brit Awards de 2019. Desde 2000, o Classic BRIT Awards também apresenta anualmente seu próprio Prêmio de Contribuição Excepcional para a Música. O prêmio foi apresentado pela última vez com seu nome original no Brit Awards de 2019. No entanto, o Global Icon Award, que foi descrito como o "maior prêmio" do BRIT e uma versão internacional do BRIT's Icon Award, foi entregue no Brit Awards de 2021 a Taylor Swift.
Elton John, Paul McCartney e John Lennon são os artistas com mais vitórias, com três prêmios cada. O U2 foi a primeira banda internacional a receber o prêmio BRIT, enquanto Pink e Bob Geldof foram a primeira artista solo feminina e o primeiro artista internacional a recebê-lo, respectivamente. Cecilia Bartoli e Andrea Bocelli foram a primeira solista e artista internacional, respectivamente, a receber o Classic BRIT Award. A última aparição pública de Freddie Mercury antes de sua morte por HIV/AIDS foi quando ele aceitou o prêmio em 1990 como membro do Queen.

## Recipientes

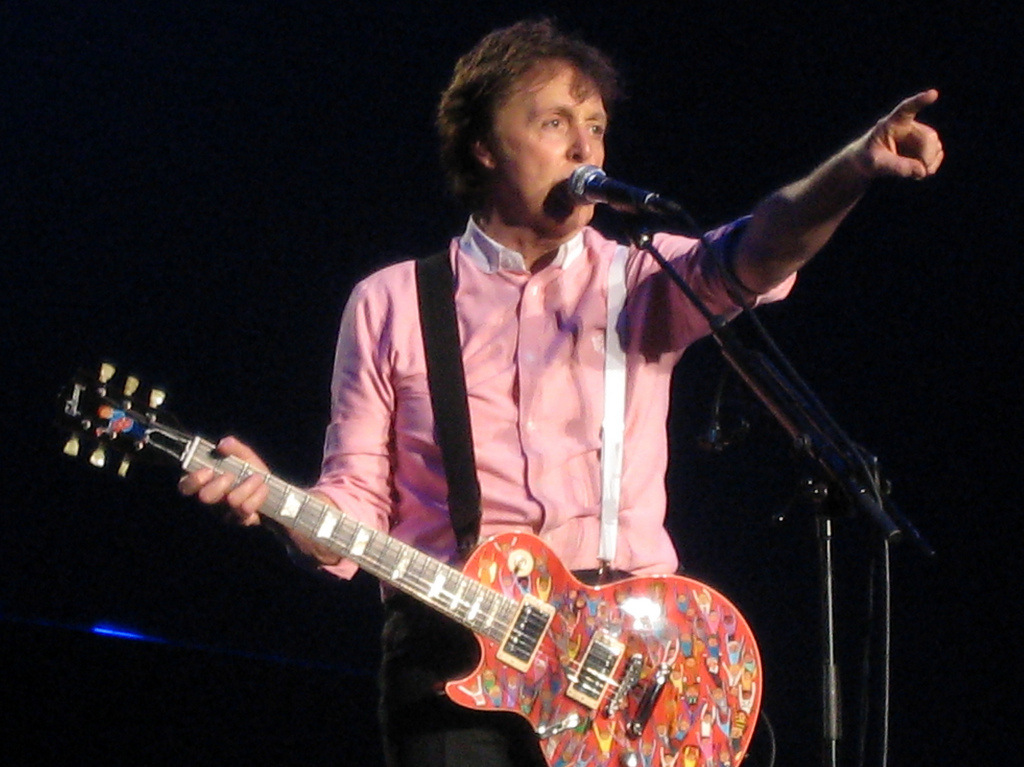
Paul McCartney recebeu o prêmio em 1977 e 1983 como parte dos The Beatles e em 2008 como artista solo

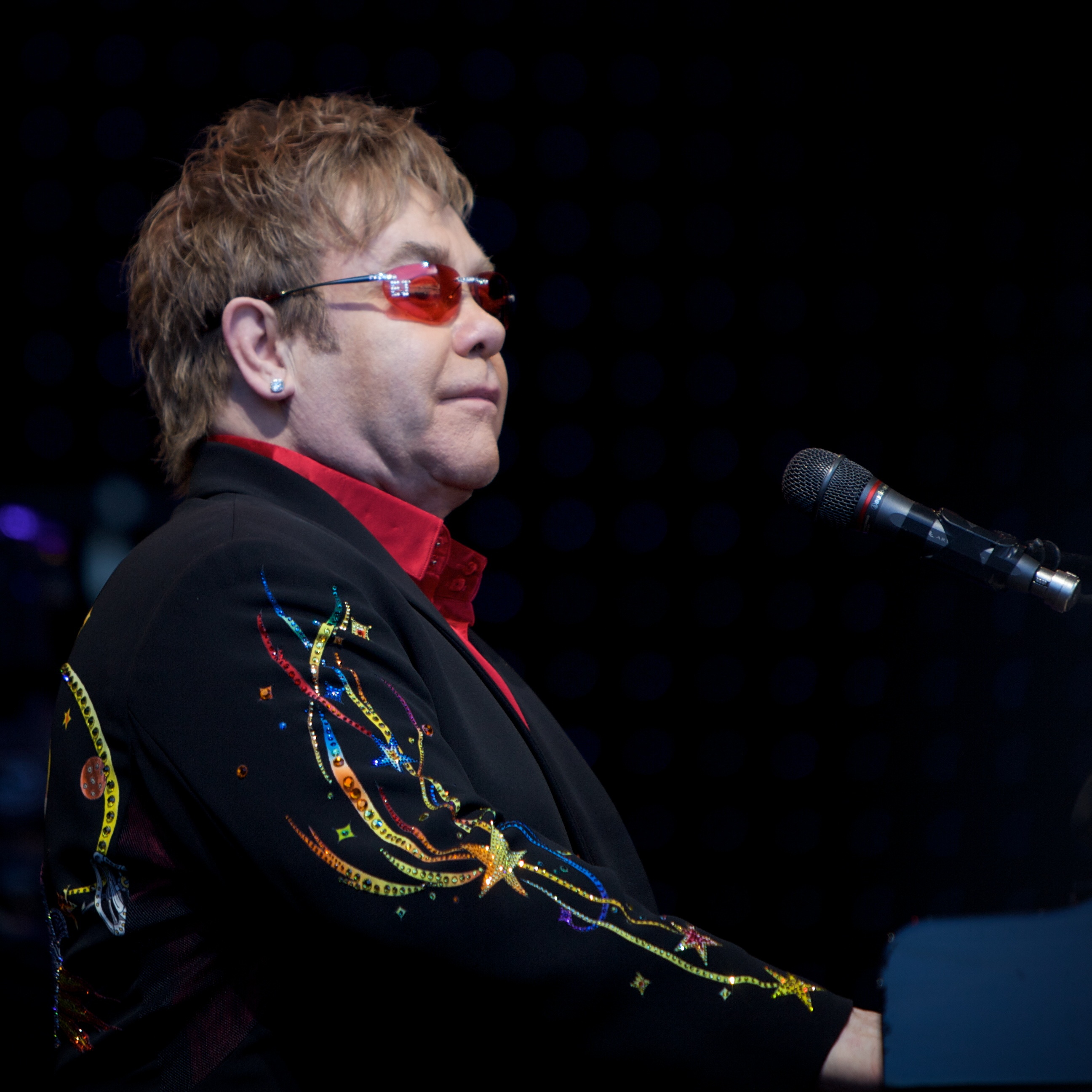
Elton John recebeu o prêmio em 1986, 1995 e 2014

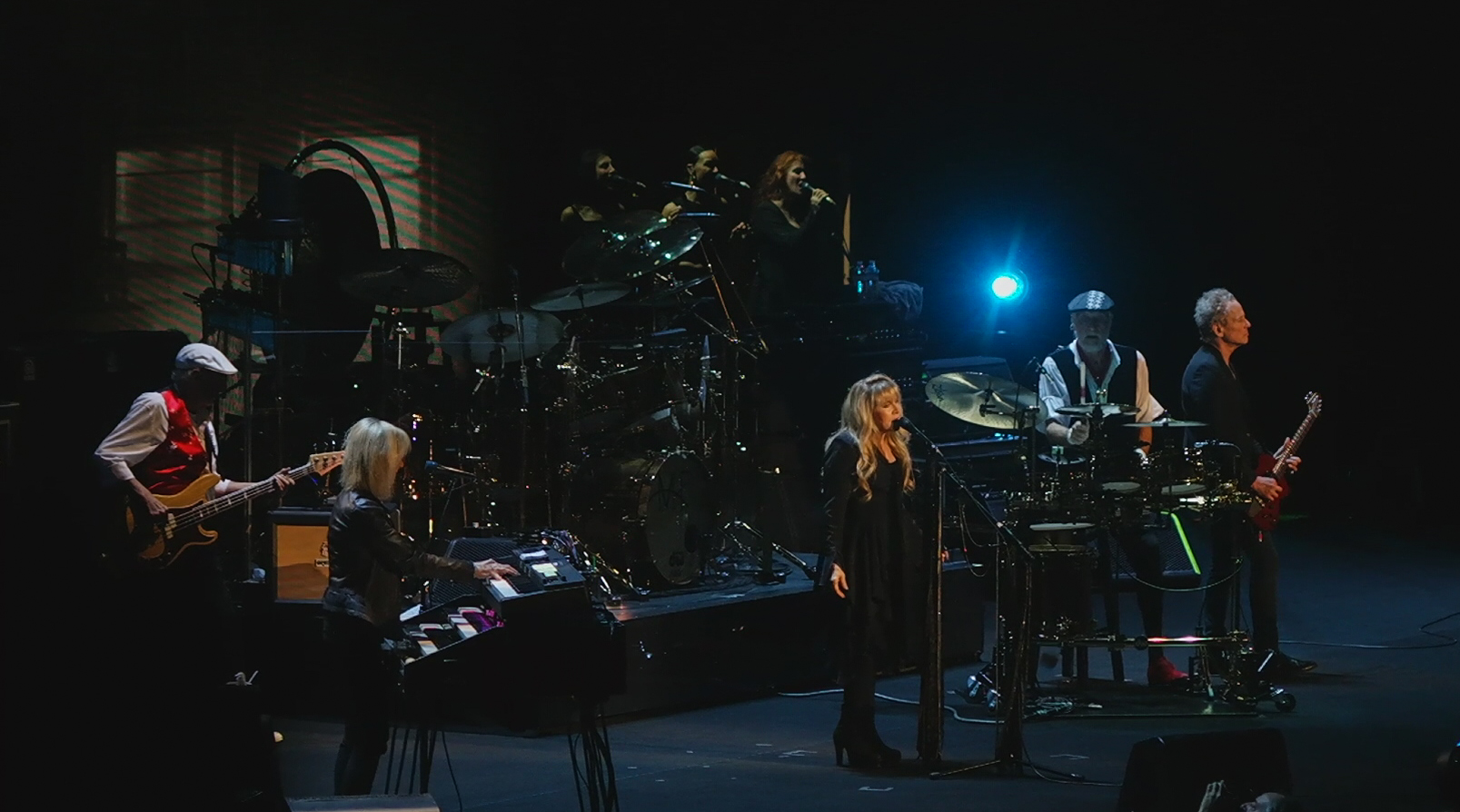
Fleetwood Mac recebeu o prêmio de 1998

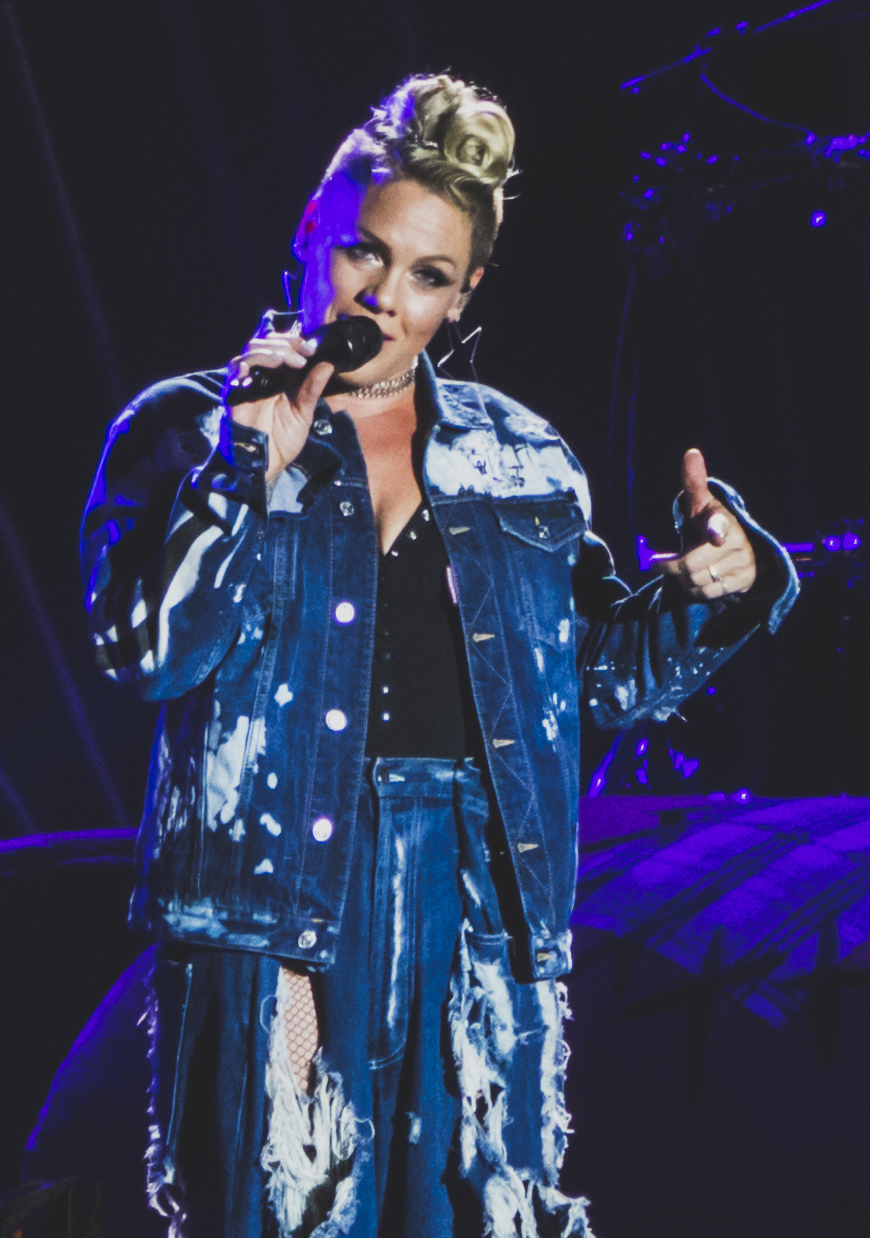
Pink foi a primeira artista internacional a receber o prêmio

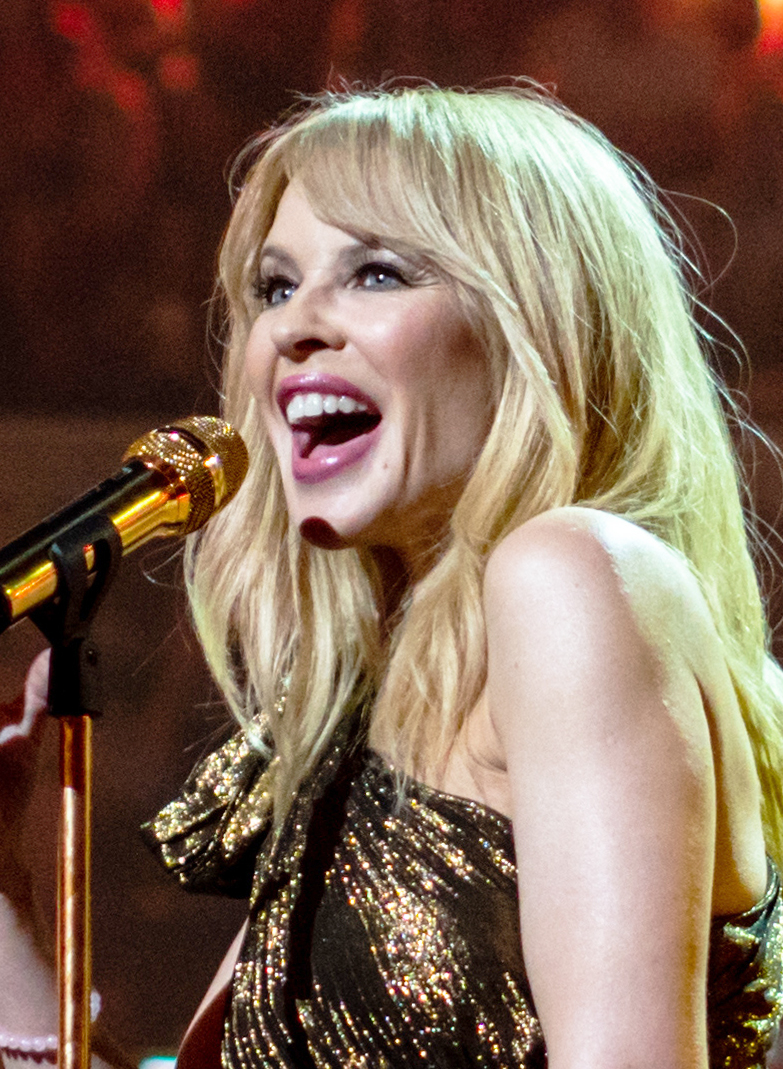
Kylie Minogue é a atual detentora do prêmio de 2024

| Ano  | Recipiente(s)                               | Ref.   |
| ---- | ------------------------------------------- | ------ |
| 1977 | LG Wood e The Beatles                       | [ 11 ] |
| 1982 | John Lennon                                 | [ 12 ] |
| 1983 | The Beatles                                 | [ 13 ] |
| 1984 | George Martin                               | [ 14 ] |
| 1985 | The Police                                  | [ 15 ] |
| 1986 | Elton John e Wham!                          | [ 16 ] |
| 1987 | Eric Clapton                                | [ 17 ] |
| 1988 | The Who                                     | [ 18 ] |
| 1989 | Cliff Richard (Prêmio Lifetime Achievement) | [ 19 ] |
| 1990 | Queen                                       | [ 20 ] |
| 1991 | Status Quo                                  | [ 21 ] |
| 1992 | Freddie Mercury (postumamente)              | [ 22 ] |
| 1993 | Rod Stewart                                 | [ 23 ] |
| 1994 | Van Morrison                                | [ 24 ] |
| 1995 | Elton John                                  | [ 25 ] |
| 1996 | David Bowie                                 | [ 26 ] |
| 1997 | Bee Gees                                    | [ 27 ] |
| 1998 | Fleetwood Mac                               | [ 28 ] |
| 1999 | Eurythmics                                  | [ 29 ] |
| 2000 | Spice Girls                                 | [ 30 ] |
| 2001 | U2                                          | [ 31 ] |
| 2002 | Sting                                       | [ 32 ] |
| 2003 | Tom Jones                                   | [ 33 ] |
| 2004 | Duran Duran                                 | [ 34 ] |
| 2005 | Bob Geldof                                  | [ 35 ] |
| 2006 | Paul Weller                                 | [ 36 ] |
| 2007 | Oasis                                       | [ 37 ] |
| 2008 | Paul McCartney                              | [ 38 ] |
| 2009 | Pet Shop Boys                               | [ 39 ] |
| 2010 | Robbie Williams                             | [ 40 ] |
| 2012 | Blur                                        | [ 41 ] |
| 2014 | Elton John (Prêmio Ícone)                   | [ 42 ] |
| 2016 | David Bowie (Prêmio Ícone)                  | [ 43 ] |
| 2017 | Robbie Williams (Prêmio Ícone)              | [ 44 ] |
| 2019 | Pink                                        | [ 45 ] |
| 2021 | Taylor Swift (Prêmio Ícone Global)          | [ 46 ] |
| 2024 | Kylie Minogue (Prêmio Ícone Global)         | [ 47 ] |

## Artistas com múltiplas vitórias
- John Lennon recebeu o prêmio três vezes (1977 e 1983 como membro dos Beatles e 1982 como artista solo)
- Paul McCartney recebeu o prêmio três vezes (1977 e 1983 como membro dos Beatles e 2008 como artista solo)
- Elton John recebeu o prêmio três vezes (1986 e 1995 por Contribuição Excepcional e 2014 como Ícone do BRIT)
- Os Beatles receberam o prêmio duas vezes (1977 e 1983)
- Sting recebeu o prêmio duas vezes (1985 como membro do The Police e 2002 como artista solo)
- Freddie Mercury recebeu o prêmio duas vezes (1990 como membro do Queen e 1992 como artista solo)
- David Bowie recebeu o prêmio duas vezes (1996 por Contribuição Excepcional e 2016 como Ícone do BRIT)
- Robbie Williams recebeu o prêmio duas vezes (2010 como Contribuição Excepcional e 2017 como Ícone do BRIT)